# Académie de Fourvière
L'Académie de Fourvière est un groupe de littérateurs de Lyon, à l'époque de la Renaissance.

## Étymologie
Son nom est postérieur à l'existence du groupe, et fait référence à la colline de Fourvière, souvent représentative de la ville de Lyon.

## Constitution
On peut y inclure François Sala, Symphorien Champier, Barthélémy Aneau.
Ce sont des humanistes du XVIe siècle, dont l'école rappelle le style de Rabelais, lui aussi présent à Lyon de 1532 à 1535.